# Kaszyn
Kaszyn (ros. Кашин) – miasto w Rosji, w obwodzie twerskim nad Kaszynką.
Kaszyn położone jest ok. 180 km na północ od Moskwy i 150 km na północny wschód od Tweru, siedziba obwodu. Liczba mieszkańców w 2007 wynosiła ok. 15,8 tys., powierzchnia 11 km², a gęstość zaludnienia 1436 osób/1 km². Miasto leży na wysokości 125 m n.p.m.
Miasto uzdrowiskowe – borowina.